# Gyranusoidea klugei
Gyranusoidea klugei är en stekelart som beskrevs av Prinsloo och Annecke 1976. Gyranusoidea klugei ingår i släktet Gyranusoidea och familjen sköldlussteklar.
Artens utbredningsområde är Namibia. Inga underarter finns listade i Catalogue of Life.